# سام أنتوني
سام أنتوني (بالإنجليزية: Sam Cash)‏ (13 نوفمبر 1950 - ) هو لاعب كرة سلة أمريكي في مركز هجوم قوي الجسم.

## وصلات خارجية
- سام أنتوني على موقع سبورتس رفرنس (الإنجليزية)
- سام أنتوني على موقع ريلجم (الإنجليزية)
- سام أنتوني على موقع بروبوليرز (الإنجليزية)